# Marc Klok
Marc Anthony Klok (Amsterdam, 20 april 1993) is een Indonesisch-Nederlands voetballer die doorgaans speelt als middenvelder. In juli 2021 verruilde hij Persija Jakarta voor Persib Bandung. Klok maakte in 2022 zijn debuut in het Indonesisch voetbalelftal.

## Clubcarrière
Klok komt uit de jeugdopleiding van FC Utrecht, waarvoor hij twee jaar lang in het belofteteam speelde. Hij verkaste in de zomer van 2013 naar Ross County, in de Scottish Premiership. Hier ging hij samenspelen met onder anderen Melvin de Leeuw, Kevin Luckassen en Darren Maatsen. Klok maakte op 9 november 2013 zijn debuut in het betaald voetbal voor de club. Hij begon tijdens een 4–1 nederlaag tegen Celtic in de basis en werd na zesenzestig minuten gewisseld.
Nadat Ross County in de zomer van 2014 zijn contract ontbond, vond Klok in oktober in Tsjerno More Varna een nieuwe club. Hiermee won hij in het seizoen 2014/15 de beker en drie maanden na de bekerfinale ook de Supercup. Klok speelde daarnaast in een kleine twee seizoenen zevenendertig competitiewedstrijden voor Tsjerno More in de Parva Liga. Klok tekende in juli 2016 een contract voor een half jaar bij Oldham Athletic, op dat moment actief in de League One.
Op 31 januari 2017 verbond hij zich aan Dundee FC. Op 8 april 2017 verruilde hij Dundee voor PSM Makassar uit Indonesië. Klok verkaste binnen Indonesië naar Persija Jakarta in januari 2020. Hier speelde hij in anderhalf jaar slechts twee competitiewedstrijden, waarna hij deze club achter zich liet. Hierop tekende Klok bij Persib Bandung.

## Clubstatistieken
| Seizoen | Club               | Competitie  | Competitie | Competitie | Beker | Beker | Internationaal | Internationaal | Totaal | Totaal |
| Seizoen | Club               | Competitie  | Wed.       | Dlp.       | Wed.  | Dlp.  | Wed.           | Dlp.           | Wed.   | Dlp.   |
| ------- | ------------------ | ----------- | ---------- | ---------- | ----- | ----- | -------------- | -------------- | ------ | ------ |
| 2013/14 | Ross County        | Premiership | 6          | 0          | 0     | 0     | —              | —              | 6      | 0      |
| 2014/15 | Tsjerno More Varna | Parva Liga  | 13         | 0          | 6     | 0     | —              | —              | 19     | 0      |
| 2015/16 | Tsjerno More Varna | Parva Liga  | 24         | 0          | 3     | 1     | 2              | 0              | 29     | 1      |
| 2016/17 | Oldham Athletic    | League One  | 10         | 0          | 2     | 0     | —              | —              | 12     | 0      |
| 2016/17 | Dundee FC          | Premiership | 2          | 0          | 0     | 0     | —              | —              | 2      | 0      |
| 2017    | PSM Makassar       | Liga 1      | 28         | 4          | 0     | 0     | —              | —              | 28     | 4      |
| 2018    | PSM Makassar       | Liga 1      | 29         | 6          | 0     | 0     | —              | —              | 29     | 6      |
| 2019    | PSM Makassar       | Liga 1      | 26         | 4          | 0     | 0     | —              | —              | 26     | 4      |
| 2020/21 | Persija Jakarta    | Liga 1      | 2          | 0          | 8     | 1     | —              | —              | 10     | 1      |
| 2021/22 | Persib Bandung     | Liga 1      | 27         | 3          | 0     | 0     | —              | —              | 27     | 3      |
| 2022/23 | Persib Bandung     | Liga 1      | 25         | 4          | 0     | 0     | —              | —              | 25     | 4      |
| 2023/24 | Persib Bandung     | Liga 1      | 34         | 5          | 0     | 0     | —              | —              | 34     | 5      |
| 2024/25 | Persib Bandung     | Liga 1      | 28         | 1          | 0     | 0     | 6              | 0              | 34     | 1      |
| Totaal  | Totaal             | Totaal      | 254        | 28         | 19    | 2     | 8              | 0              | 281    | 29     |

Bijgewerkt op 11 juni 2025.

## Interlandcarrière
In 2018 begon Klok met een naturalisatieproces tot Indonesiër. Dit proces werd in 2022 afgerond. Hierop ging hij in mei 2022 spelen als dispensatiespeler voor Indonesië –23. Zijn debuut in het Indonesisch voetbalelftal maakte hij op 1 juni 2022, toen met 0–0 gelijkgespeeld werd tegen Bangladesh in een vriendschappelijke wedstrijd. Bondscoach Shin Tae-yong liet hem in de basis starten en het gehele duel meespelen. De andere Indonesische debutanten dat duel waren Koko Ari (Persebaya Surabaya) en Dimas Drajad (Persikabo 1973). Klok werd ook aangewezen als aanvoerder van het nationale elftal. Zeven dagen later speelde hij zijn tweede interland, een kwalificatiewedstrijd voor het AK 2023 tegen Koeweit. Yousef Naser Al-Sulaiman opende namens dat land de score en een minuut voor de rust benutte Klok een toegekende strafschop. In de tweede helft zorgde Rachmat Irianto met een treffer voor een Indonesische overwinning: 1–2.
| Interlands van Marc Klok voor Indonesië | Interlands van Marc Klok voor Indonesië | Interlands van Marc Klok voor Indonesië | Interlands van Marc Klok voor Indonesië | Interlands van Marc Klok voor Indonesië | Interlands van Marc Klok voor Indonesië | Interlands van Marc Klok voor Indonesië |
| №                                       | Datum                                   | Wedstrijd                               | Uitslag                                 | Competitie                              | Goals                                   |                                         |
| Als speler bij Persib Bandung           | Als speler bij Persib Bandung           | Als speler bij Persib Bandung           | Als speler bij Persib Bandung           | Als speler bij Persib Bandung           | Als speler bij Persib Bandung           | Als speler bij Persib Bandung           |
| --------------------------------------- | --------------------------------------- | --------------------------------------- | --------------------------------------- | --------------------------------------- | --------------------------------------- | --------------------------------------- |
| 1                                       | 1 juni 2022                             | Indonesië – Bangladesh                  | 0 – 0                                   | Vriendschappelijk                       |                                         |                                         |
| 2                                       | 8 juni 2022                             | Koeweit – Indonesië                     | 1 – 2                                   | AK 2023 kwalificatie                    | 44' (pen.)                              |                                         |
| 3                                       | 11 juni 2022                            | Indonesië – Jordanië                    | 0 – 1                                   | AK 2023 kwalificatie                    |                                         |                                         |
| 4                                       | 14 juni 2022                            | Indonesië – Nepal                       | 7 – 0                                   | AK 2023 kwalificatie                    |                                         |                                         |
| 5                                       | 24 september 2022                       | Indonesië – Curaçao                     | 3 – 2                                   | Vriendschappelijk                       | 18'                                     |                                         |
| 6                                       | 23 december 2022                        | Indonesië – Cambodja                    | 2 – 1                                   | AFF Cup 2022                            |                                         |                                         |
| 7                                       | 26 december 2022                        | Brunei – Indonesië                      | 0 – 7                                   | AFF Cup 2022                            | 86'                                     |                                         |
| 8                                       | 29 december 2022                        | Indonesië – Thailand                    | 1 – 1                                   | AFF Cup 2022                            | 50' (pen.)                              |                                         |
| 9                                       | 2 januari 2023                          | Filipijnen – Indonesië                  | 1 – 2                                   | AFF Cup 2022                            |                                         |                                         |
| 10                                      | 6 januari 2023                          | Indonesië – Vietnam                     | 0 – 0                                   | AFF Cup 2022                            |                                         |                                         |
| 11                                      | 9 januari 2023                          | Vietnam – Indonesië                     | 2 – 0                                   | AFF Cup 2022                            |                                         |                                         |
| 12                                      | 25 maart 2023                           | Indonesië – Burundi                     | 3 – 1                                   | Vriendschappelijk                       |                                         |                                         |
| 13                                      | 28 maart 2023                           | Indonesië – Burundi                     | 2 – 2                                   | Vriendschappelijk                       |                                         |                                         |
| 14                                      | 14 juni 2023                            | Indonesië – Palestina                   | 0 – 0                                   | Vriendschappelijk                       |                                         |                                         |
| 15                                      | 19 juni 2023                            | Indonesië – Argentinië                  | 0 – 2                                   | Vriendschappelijk                       |                                         |                                         |
| 16                                      | 8 september 2023                        | Indonesië – Turkmenistan                | 2 – 0                                   | Vriendschappelijk                       |                                         |                                         |
| 17                                      | 12 oktober 2023                         | Indonesië – Brunei                      | 6 – 0                                   | WK 2026 kwalificatie                    |                                         |                                         |
| 18                                      | 16 november 2023                        | Irak – Indonesië                        | 5 – 1                                   | WK 2026 kwalificatie                    |                                         |                                         |
| 19                                      | 2 januari 2024                          | Libië – Indonesië                       | 4 – 0                                   | Vriendschappelijk                       |                                         |                                         |
| 20                                      | 9 januari 2024                          | Indonesië – Iran                        | 0 – 5                                   | Vriendschappelijk                       |                                         |                                         |
| 21                                      | 15 januari 2024                         | Indonesië – Irak                        | 1 – 3                                   | AK 2023                                 |                                         |                                         |

Bijgewerkt op 11 juni 2025.

## Erelijst
| Kupa na Bǎlgarija        | 1 | 2014/15 |
| Soeperkoepa na Bǎlgarija | 1 | 2015    |

## Trivia
Klok is een neef van oud-voetballer Rob Matthaei.